# Стеженская, Елена Ивановна
Стеженская Елена Ивановна (18 января 1920, Одесса, Юг России — 2 января 2020, Киев) — советская и украинская учёная в области гигиены труда и профессиональных заболеваний. Профессор, доктор медицинских наук (1972).

## Биография
Родилась 18 января 1920 года в городе Одессе.
В 1945 году окончила с отличием Киевский медицинский институт имени Александра Богомольца и поступила в аспирантуру. В 1948—1955 годах — научный сотруднк Киевского института гигиены труда и профзаболеваний.
В 1954 году защитила диссертацию, получив степень кандидата медицинских наук.
С 1955 года работала в городе Кривой Рог как основатель и первый директор Криворожского института гигиены труда и профзаболеваний.
С 1960 году по предложению профессора Дмитрия Чеботарёва возвращается в Киев, где возглавляет лабораторию гигиены труда в новосозданном Институте геронтологии АМН СССР.
В 1972 году защитила диссертацию на тему «Герогигиеническая оценка использования профессионально-трудового потенциала населения СССР», получив степень доктора медицинских наук.
В 1995 году вышла на пенсию. Активно участвовала в работе совета организаций ветеранов Украины, организатор волонтёрского движения «Пенсионер». До 2005 года — руководитель центра «Пенсионер», затем почётный руководитель волонтёрского центра «Пенсионер».
Умерла 2 января 2020 года в Киеве.

## Научная деятельность
Внесла весомый вклад в развитие отечественного медицинского научного направления гигиены труда и профессиональных заболеваний.
Принимала участие в выездных групповых исследованиях, базой которых были металлургические комбинаты Днепродзержинска, Днепропетровска, Донецка, Мариуполя, Кривого Рога. 
Комплексное всеобъемлющее изучение влияния различных микроклиматических условий на здоровье и работоспособность рабочих всех участков металлургического цикла, особенно в доменных, прокатных, мартеновских бессемеровских цехах, позволило разработать практические рекомендации, которые принимались и внедрялись в производство.
В Криворожском институте гигиены труда и профзаболеваний создала возможности для успешного проведения исследований учёных путём экспедиций непосредственно в рабочие цеха и горные участки для изучения условий труда, рисков профессиональных заболеваний. Рекомендации были учтены при определении, норм выработки, продолжительности рабочей смены и т. д.
Автор десятков научных работ, которые печатались в отечественных и зарубежных научных изданиях, докладывались на отечественных и международных научных конференциях. Полученные научные данные о границах профессиональной и общей работоспособности широко использовались государственными и профсоюзными структурами, в частности, обосновали невозможность повышения пенсионного возраста.

## Награды
- Грамота Президиума Верховного Совета УССР (31.05.1982);
- Орден «За заслуги» (Украина) 3-й степени (26.01.2000);
- Почётная грамота Кабинета Министров Украины (28.12.2001);
- Почётная грамота Верховной рады Украины (17.12.2002);
- Нагрудный знак «За выслугу» Министерства труда и соцполитики Украины (14.01.2005);
- Награда Организации ветеранов Украины «Почётный ветеран Украины» (10.11.2009).